# Helvi Kaario

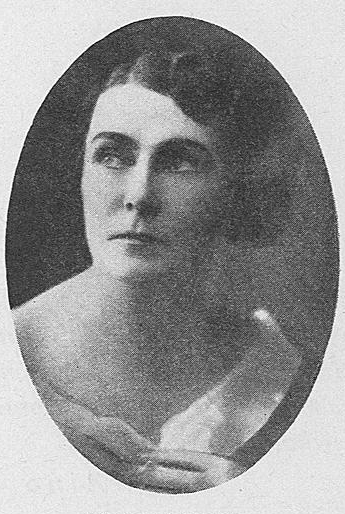
Helvi Kaario, bild från början av 1930-talet.

Helvi Johanna Kaario, född Lindström 26 januari 1887 i Tavastehus, död 13 maj 1958, var en finländsk skådespelare. Hon var gift med skådespelaren Simo Kaario.
1942 medverkade Kaario i filmen Puck och tilldelades 1948 Pro Finlandia-medaljen.